# 남천 (경주시)
남천(南川)은 대한민국의 경상북도 경주시 외동읍 신계리에서 발원하여, 불국동, 평동, 남산동, 탑정동 등을 거쳐 사정동에서 형산강으로 흘러드는 강이다.

## 교량
- 구정교
- 시래교 - 舊 국도 제7호선 (산업로)
- 시동교 - 시동로
- 사리교 - 대추밭길
- 평등교 - 수남사리길
- 수복교 - 수복길
- 동방교 - 통일로
- 망덕교 - 망덕길
- 화랑교 - 통일로
- 고운교 - 서라벌대로
- 월성교 - 일정로
- 경주 춘양교지와 월정교지(월정교)
- 교촌교 - 교촌길
- 문천교 - 국도 제35호선 (포석로)
- 오릉교 - 금성로

## 지류
남천의 지류로는 원동천이 있다.